# Ole Suhrs Gade
Ole Suhrs Gade er en gade i Nørrevold Kvarter i Indre By i København, der strækker sig over cirka 200 meter fra Øster Farimagsgade til Øster Søgade. Postnummeret 1354 København K udgøres af gaden.
Bebyggelsen i gaden er udelukkende etageejendomme på fire eller fem etager. Bebyggelsen er opført fra 1870'erne og frem. Gaden rummer en blanding af andelslejligheder, lejeboliger og herskabelige ejerlejligheder. Ole Suhrs Gade 13-15 ejes af investeringsselskabet Copenhagen Capital. I stil med nabogaderne Rørholmsgade og Gammeltoftsgade er flere af de høje kældre indrettet til erhverv i form af tandlæger, kunstnere mm.
I nummer 10-12 (en gammel realskole) findes synagogen Machsike Hadas med en lille ortodoks menighed og det jødiske kulturhus "Chabbat Huset" som bl.a. rummer den jødiske restaurant Taim. Gaden har siden skudepisoden i Krudttønden og ved synagogen på Krystalgade været under bevogtning. Først af politiet og siden september 2017 af militæret i samarbejde med politiet. Bevogtningen bidrager til oplevelsen af en yderst rolig og tryg gade. Ud for nummer 13 er der i 2023 lagt 4 snublesten til minde om nazismens ofre i Danmark.
Gaden er ensrettet i retning mod Øster Farimagsgade og er generelt både ugeneret af støj og trafik samt med frit kig til Sortedams Sø i den ene ende og den gamle polytekniske læreanstalt i Botanisk Have i den anden ende.   
Gaden er opkaldt efter erhvervsmanden Ole Berendt Suhr (1813-1873), der drev en brændselsfabrik, men som også sammen med C.F. Tietgen var med til at stifte Privatbanken. Han arbejdede også sammen med Thorvald Weber, der ejede ejendommen Rørholm, der har givet navn til den nærliggende Rørholmsgade. Weber foreslog, at gaderne i kvarteret skulle navngives efter Ole Suhr, Christian Gammeltoft og ham selv - og dermed opstod navnene Ole Suhrs Gade, Gammeltoftsgade og Webersgade.
- Det indre af synagogen Machsike Hadas